# Johanna van Toulouse
Johanna van Toulouse (1220 - nabij Siena, 25 augustus 1271) was vanaf 1249 tot haar dood gravin van Toulouse en markgravin of markiezin van Provence. Het graafschap Toulouse was deel van het koninkrijk Frankrijk en het markgraafschap Provence deel van het Heilige Roomse Rijk.

## Biografie
Johanna werd geboren als het enige kind van graaf Raymond VII van Toulouse en Sancha van Aragon. Op vijfjarige leeftijd werd ze verloofd met Hugo XI van Lusignan, maar de verloving werd al snel verbroken. Volgens het verdrag van Meaux in 1229 werd ze verloofd met Alfons van Poitiers, een jongere zoon van Lodewijk VIII van Frankrijk. Nadat de verloving officieel was groeide Johanna verder op aan het koninklijk hof en raakte ze vervreemd van de Occitaanse cultuur.
Het huwelijk met Alfons van Poitiers vond volgens de Chronique de Guillaume de Nangis in 1241 plaats. Na de dood van haar vader in 1249 werd ze medeheerser over het graafschap Toulouse naast haar echtgenoot. In 1251 maakten ze hun officiële intrede in de stad als graaf en gravin, maar ze verbleven er niet lang. Johanna stierf vier dagen na de dood van haar echtgenoot. Het echtpaar liet geen kinderen na en in haar testament liet Johanna haar schaarse bezittingen na aan Philippa de Lomagne, een kleindochter van Constance van Toulouse, maar haar testament werd door het Franse parlement in 1274 ongeldig verklaard. Bijgevolg vielen haar gebieden aan de Franse Kroon.